# Человек-паук (фильм, 1977)
«Человек-паук» (англ. Spider-Man) — американский фильм 1977 года, снятый для телевизионного просмотра. Данный фильм является пилотным выпуском к телесериалу «Удивительный Человек-паук». Режиссёром фильма является Эгберт Варндеринк Суокхэймер, а сценаристом — Элвин Боретц.

## Сюжет
Питер Паркер, внештатный фотограф «Daily Bugle», был укушен радиоактивным пауком и обнаруживает, что он получил сверхспособности, такие как сверхпрочность, ловкость и способность ходить по стенам и потолкам. Когда таинственный гипнотизер (оригинальный персонаж, созданный специально для фильма) при помощи телепатии берёт под свой контроль разум некоторых людей, с целью осуществлять грабежи банков и угрожает убить десять жителей Нью-Йорка, если город не заплатит ему 50 миллионов долларов, Питер становится героем по прозвищу Человек-паук, и пытается остановить дьявольскую схему мошенника. Ситуация ухудшается, когда злодей захватывает разум самого Питера и его подруги Джуди, включая их в число десяти жертв. Также выясняется, что гипнотизёром был сам Эдвард Байрон. Когда загипнотизированные люди приготовились спрыгнуть с высот и крыш зданий по команде гипнотизера, Питер освобождается, из-за того, что его контролирующий значок отсоединяется, задев металлические перила. Человек-паук побеждает гипнотизёра и освобождает остальных из-под контроля последнего.

## В ролях
| Актёр           | Роль                                                        |
| --------------- | ----------------------------------------------------------- |
| Николас Хэммонд | Питер Паркер / Человек-паук                                 |
| Дэвид Уайт      | Джей Джона Джеймсон главный редактор газеты The Daily Bugle |
| Майкл Патаки    | Капитан Барбера                                             |
| Хилли Хикс      | Джо «Робби» Робертсон                                       |
| Лиза Айлбахер   | Джуди Тайлер                                                |
| Джефф Доннелл   | Тётя Мэй                                                    |
| Боб Хастингс    | Монахан                                                     |
| Айвор Фрэнсис   | профессор Ной Тайлер                                        |
| Тайер Дэвид     | Эдвард Байрон                                               |
| Дик Балдуцци    | курьер                                                      |

## Съёмочный процесс
Прославленная последовательность, в которой Человек-паук ползёт по потолку офиса и прыгает к стене, была выполнена с использованием сложного набора такелажей и кабелей, размещённых в дорожках, скрытых в потолке. Штурмовые захваты поднимали каскадёра/координатора трюков Фреда Вау до потолка, затем он пробирался по коридору с помощью ползунка, а давление в проволоке поднимало его вверх. Сцена, в которой Человек-Паук качается на паутине от здания к зданию, была чрезвычайно дорогой и опасной, и требовала двух дней съёмок; чтобы не повторять его несколько раз, один и тот же трюк снимался несколькими камерами с разных углов, с целью создать дополнительные кадры, которые затем были использованы в следующих эпизодах телесериала.

## Релиз и сборы
Премьера фильма состоялась на телеканале CBS 14 сентября 1977 года. За один день рейтинг фильма составил 17,8 зрителей от долю 30, что делает его самым производительным[стиль] CBS-продуктом в течение всего года. За границей фильм был выпущен в кинотеатрах и распространен компанией Columbia Pictures. На VHS фильм был выпущен в 1980 году.
Фильм собрал 9 миллионов долларов в прокате за границей.

## Продолжение
8 мая 1978 года вышел сиквел «Человек-паук: Снова в бою», а 9 мая 1981 года вышел триквел «Человек-паук: Вызов Дракону».